# خفج صاعد
خفج صاعد (الاسم العلمي: Diplotaxis assurgens) هو نوع من النباتات تتبع جنس الخفج من الفصيلة الكرنبية.